# Loch of Yarrows
Loch of Yarrows ist ein schottischer Süßwassersee. Er liegt in der traditionellen Grafschaft Caithness in der Council Area Highland etwa acht Kilometer südöstlich von Wick. 
Loch of Yarrows ist circa 1100 m lang und im Mittel etwa 500 m breit. Die Ufer des Sees sind unbewohnt und zeigen sich vollständig als Grasland. Am Westufer befinden sich die Überreste eines Brochs – eines fensterlosen eisenzeitlichen Turms, dessen Funktion bis heute nicht abschließend geklärt ist. 
Der Loch of Yarrows ist ein Angelgebiet, in dem vor allem Forellen gefangen werden können.

## Weblinks

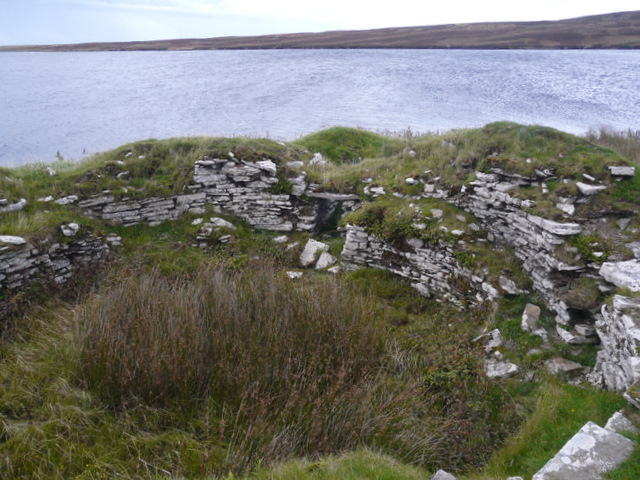
Das Broch am Loch of Yarrows